# Tangsudo

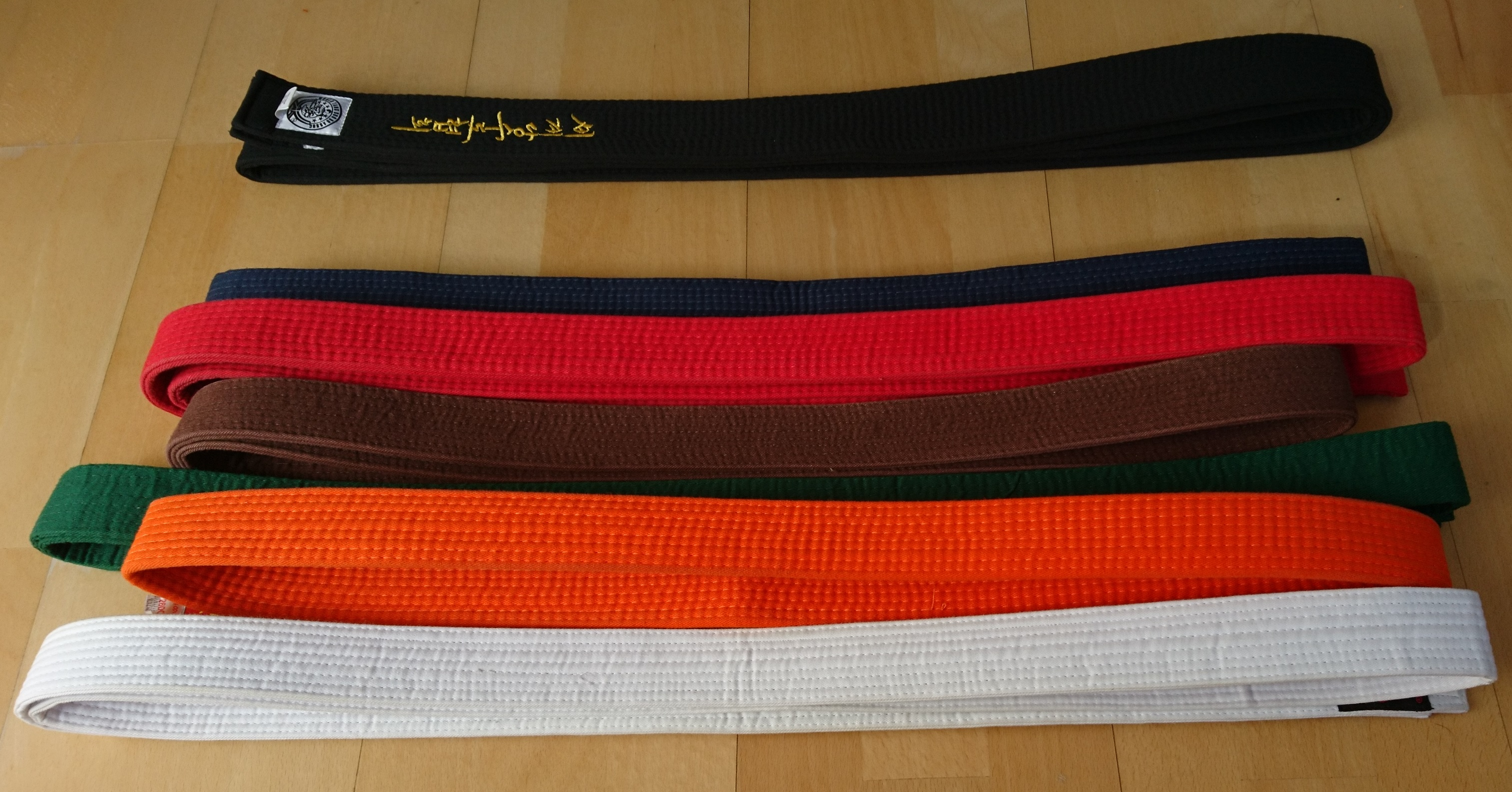
Cinture da Tangsudo

Il Tangsudo (당수도?, 唐手道?, DangsudoLR) è un'arte marziale originaria della Corea del Sud.
Anche essa, come il Taekwondo ha tratto le sue origini dagli antichi sistemi di lotta codificati dalla casta guerriera coreana denominata "Hwarang" e che avevano, a seconda del regno (Goguryeo, Silla e Baekje) in cui erano praticati, diversi nomi: Hwa rang Do, KwonBop, Tae Kyun, Taekkyon, Subak, Soo Bahk, Tars Soo. Dopo la riunificazione dei tre regni (dovuta agli sforzi bellici del generale Hwarang Kim Yushin), si ebbe la prima trascrizione su carta delle antiche arti marziali coreane con il libro denominato Moojae Dobo Tongji scritto dal poeta Pak Je-ga e dal guerriero Baek Dong-soo, considerato il più grande esperto di lotta in Corea (nonché capo delle guardie reali). Tale libro fu scritto nel 1790 e conteneva illustrazioni che confermano la teoria che il Soo Bahk Ki o Subak fosse uno dei termini più usati per identificare le arti marziali coreane. Va precisato che con questo primo volume iniziò anche la netta distinzione tra Hwa rang Do e gli altri stili affini al Subak; il primo annoverava oltre alla lotta corpo a corpo anche quella con le varie armi, la cavalleria, l'arte della filosofia e della pittura (ricalcando per molti aspetti il codice del Bushido in uso presso i samurai Giapponesi), mentre gli altri approfondivano principalmente lo scontro a mani nude. Oggi il tangsudo è una arte marziale in continua espansione, nonostante le varie divisioni in Corea del Sud e le varie frammentazioni degli stili americani in U.S.A.(Moo Duk Kwan, Kwa Soo Do ecc.) quest'arte è universalmente riconosciuta nel mondo, annoverando tra i suoi praticanti anche il noto attore Chuck Norris e sta via via scrollandosi di dosso la errata affermazione che vuole questa potente arte marziale solo come "il Karate coreano". Infatti, mentre il Taekwondo rappresenta in sostanza l'adattamento in stile olimpico-sportivo moderno del Taekkyon/Soo bak, il Tangsudo è invece più strettamente legato alla antica arte marziale coreana. Questo ha fatto sì che molte tecniche eliminate dal Taekwondo, poiché troppo pericolose da effettuare durante le gare sportive, siano invece sopravvissute nel Tangsudo.

## Storia

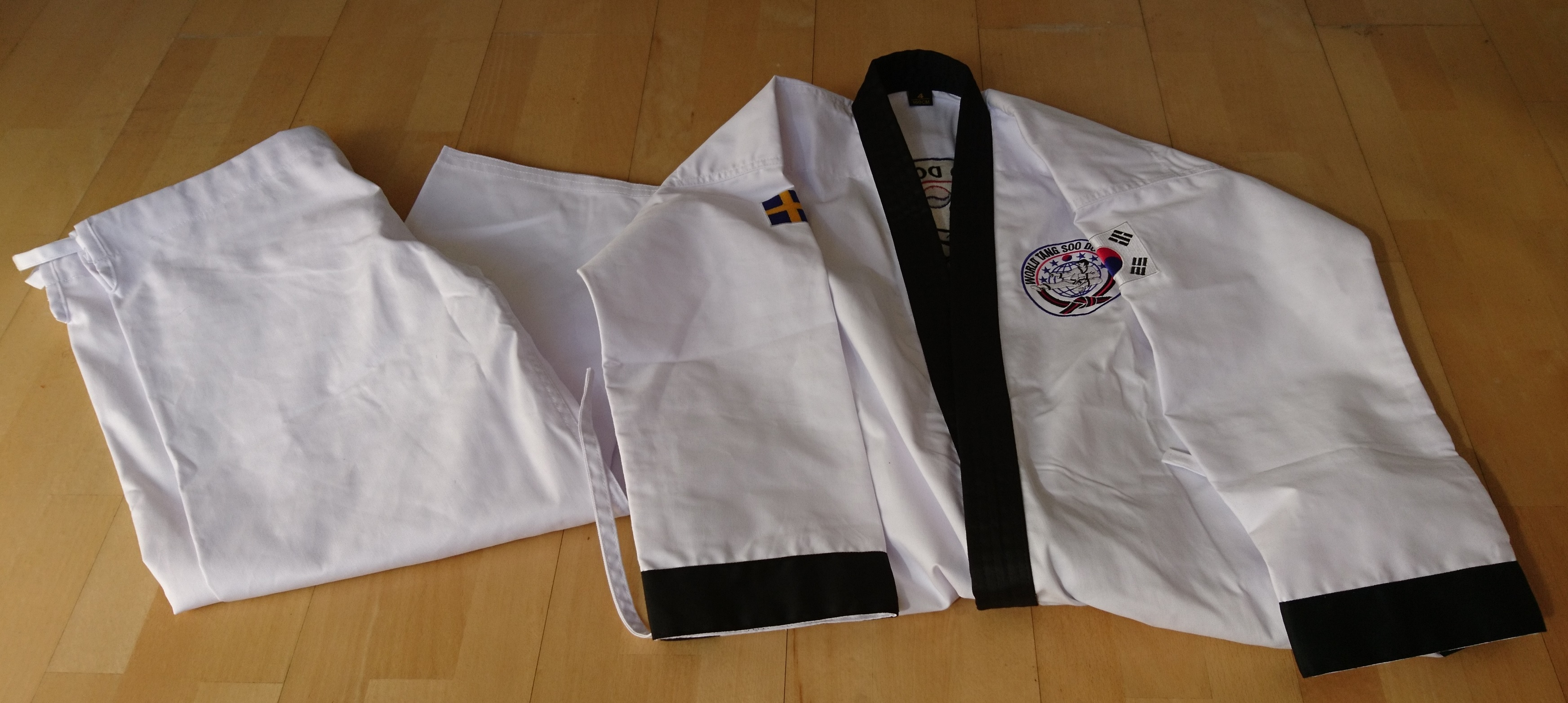
Tangsudo Dobok

Il nome Tangsudo (당수 도) è relativamente recente. Significa in coreano "La via della mano cinese". È da notare come Tangsudo sia tradotto in ideogrammi cinesi 唐手道 e pronunciato Táng shǒu DAO in cinese, e di come gli stessi ideogrammi in giapponese si leggano come "Karate-Do". Questo perché fondamentale è stata l'evoluzione sociopolitica della storia recente della Corea. Nel 1905 la Corea divenne un protettorato giapponese e successivamente, nel 1910, fu completamente annessa come colonia nell'Impero giapponese con il nome di Chōsen. Il dominio coloniale finì ufficialmente con la resa del Giappone nella seconda guerra mondiale il 15 agosto 1945, ma terminò completamente di fatto solo con la destituzione del governatore generale giapponese il 12 settembre 1945 e di diritto con l'entrata in vigore del trattato di pace di San Francisco il 28 aprile 1952. Durante l'occupazione nipponica la sudditanza della penisola coreana fu pressoché dittatoriale e le arti marziali autoctone furono proibite dagli invasori giapponesi per più di 35 anni. Anzi i Nipponici imposero la pratica del Ju-Jitsu e del Karate ai coreani. Alcune scuole coreane però resistevano in segreto o sotto le mentite spoglie di "scuole di balli tradizionali coreani". Molte scuole chiusero ma molte resistettero, uscendo dal segreto solo con la fine della seconda guerra mondiale. Nonostante tutto, però, l'occupazione nipponica portò degli aspetti positivi anche nelle arti coreane e viceversa; difatti molte tecniche di braccia del moderno tangsudo sono mutuate dal Karate, mentre molti maestri giapponesi restarono sbalorditi dagli efficacissimi e spettacolari calci dei coreani. Questo portò oltretutto a far sì che molti Coreani, unendo i due stili divenissero formidabili lottatori (es. Mas Oyama il fondatore del Karate Kyokushinkai ). Con la fine della guerra cominciarono a nascere le nuove scuole di Subak o Taekkyon (i nomi erano molteplici) una delle prime fu la scuola Ciungdokwan, fondata nel 1944 dal maestro Won Kuk Lee (che poi emigrerà negli Stati Uniti diffondeno l'arte). In seguito alla liberazione della Corea, avvenuta il 15 agosto 1945, vennero aperte inoltre altre quattro scuole: Mudokkwan, Songmukwan, Cidokwan, e Ciangmukwan. Numerose altre scuole (kwan) furono aggiunte all'elenco dopo la fine della guerra civile tra la Corea del Nord e la Corea del Sud (1950-1953). Nel dicembre 1955, con l'approvazione del presidente della Repubblica della Corea del Sud (Singman Rhee) venne convocata una riunione dei fondatori delle scuole principali con l'intento di unificare le diverse scuole, per dare nome e forma alla nuova arte marziale nazionale. Il nome scelto non avrebbe dovuto contenere rimandi né alla Cina né al Giappone.
Fra i molti nomi venne scelto il nome provvisorio di Tae Soo Do, proposto dal generale Choi Hong Hi. Nel 1961 nacque l'Associazione Coreana di Tae Soo Do. Le scuole Moo Duk Kwan (Hwang Kee) e Chang Moo Kwan (Yoon Byung-In) invece rimasero ancorate alla tradizione e mal digerivano la nuova federazione. La nuova organizzazione snaturò l'eredità tecnica del vecchio Taekkyon/Soo Bak. Pertanto il combattimento sportivo con l'uso di salti, calci e pugni diede forma al Tae Soo Do, mentre le tecniche di difesa personale con l'uso di leve e di rovesciamenti hanno dato forma all'hapkido. Di contro, le tecniche di Neikung (il lavoro interno) che si controlla respirando, di controllo dell'energia (Ki) e la concentrazione mentale andarono via via perdendosi; sopravvivendo solo nelle scuole di Moo Duk Kwan (Hwang Kee) e Chang Moo Kwan (Yoon Byung-In). Nel 1964 l'organizzazione di Tae Soo do cambò definitivamente il suo nome in Associazione Coreana di Taekwondo. Nel 1966 nacque la International Taekwondo Federation (ITF), fondata dal generale Choi Hong Hi con l'intento di diffondere fuori della nazione la neonata disciplina. Nel 1971 il taekwondo divenne lo sport nazionale della Corea del Sud per decreto del presidente Park Chung Hee. Nel 1973 in seguito a disaccordi insanabili tra le due figure di riferimento ( il Gen.Choi Hong Hi e il Dr. Kim Un-yong) nacque la World Taekwondo Federation (WTF) presieduta da Kim Un-yong. Venne fondata in opposizione all'ITF, il quale, dopo diversi cambiamenti, ricevette il sostegno della Corea del Nord. Nel frattempo il WTF di Un Yong Kim venne inserito nei Giochi olimpici (a Seul nel 1988 e a Barcellona nel 1992) e ricevette il sostegno della Corea Del Sud. In questo modo il Taekwondo si trasformò da arte marziale a sport da combattimento ufficiale olimpico. Quindi In tutto il marasma creato dalla modernizzazione dell'antica arte e dalla successiva scissione delle due federazioni le scuole tradizionali rimaste fedeli al vecchio stile scelsero la strategia dell'emigrazione insegnando al di fuori della Corea (in America, Europa e Africa meridionale) per mantenere vivo ed inalterato il messaggio degli antichi padri fondatori del Taekkyon. Nacque così nel 1968 a Burlington, nel New Jersey. l'"Associazione Mondiale di Tangsudo ", fondata da Shin Jae Chul allievo direttoTry to translate del grande maestro Kwang kee.

## Le tecniche di combattimento in Tangsudo

### Posizioni

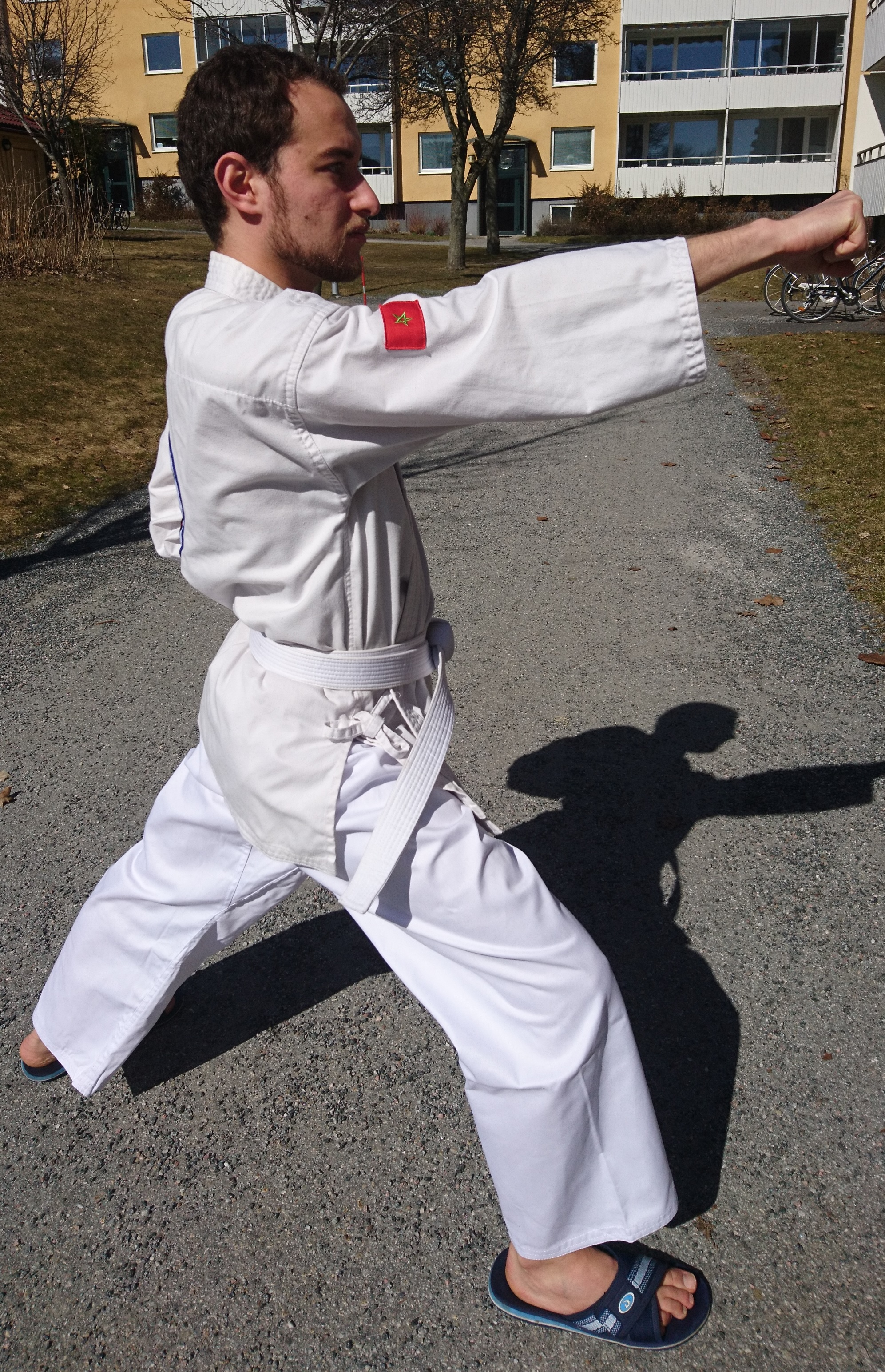

Ci sono molte posizioni nel Tangsudo . Alcune sono fondamentali, come "la posizione di preparazione", altre richiedono più equilibrio, come "la posizione su un piede" o "la posizione della gru".

### Le Tecniche fondamentali
Le tecniche fondamentali sono semplici ed efficaci. Gli studenti imparano tutte queste tecniche (blocchi, colpi, calci) che possono trovarsi nell'arte classica del tangsudo. Nei dojang (le scuole del Tangsudo ), è accentuata l'"arte del combattimento", non il combattimento a sé. Le tecniche di mano coinvolgono tra l'altro una varietà di tecniche di pugno e di "coltello-mano". Ciascuna di loro ha una forma ed un'applicazione corretta e sono utilizzate sia in blocco che in attacco. Il tangsudo è l'arte marziale che accentua le tecniche dei piedi e la flessibilità. Sono utilizzate anche per bloccare ed attaccare.

## L'allenamento di Tangsudo
Nel metodo tradizionale lo studente deve imparare innanzitutto i fondamenti, dopodiché pratica il "combattimento di un passo" ed il "combattimento di tre passi". Il combattimento di un passo insegna come concentrarsi, ma il combattimento di tre passi insegna come muoversi in avanti ed indietro e come utilizzare la distanza. Insieme danno allo studente la fiducia della quale ha bisogno per bloccare ed attaccare efficacemente nella lotta libera.

### L'allenamento mentale
I maestri accentuano l'importanza dei principi ed il "Credo di Tangsudo" insegnando agli studenti la disciplina ed il rispetto. La fiducia in sé, la concentrazione ed il controllo sono altrettanto evidenziati, in quanto aspetti importanti nella vita di tutti i giorni.

### La pratica dei fondamenti ("kibon")
Gli studenti praticano le tecniche fondamentali "in marcia" durante ogni lezione. Questo aiuta a capire la dinamica di un movimento e raffina la tecnica tramite la ripetizione. I fondamenti allenano lo studente all'equilibrio e alla corretta posizione.

### Le forme ("hyong")
Le "forme" sono le sequenze predeterminate delle tecniche fondamentali. Le forme nel Tangsudo derivano da molteplici stili d'arte marziale (la maggioranza delle forme richiama le versioni dei kata nel karate), mostrando l'applicazione di tutte le tecniche fondamentali in una varietà di situazioni. Normalmente viene detto che i gesti dei Kata sono difese o meglio parate o parate e contro-attacchi da più aggressori. Nulla di più sbagliato. In realtà non esistono parate, ma solo efficienti tecniche di difesa personale con attacchi ai punti vitali; non esistono difese contro più avversari, ma solo più modi e possibilità di neutralizzare un aggressore agendo sui punti di pressione; e c'è da aggiungere che le tecniche nascoste nei Kata sono vere tecniche di difesa personale e molto spesso letali (i Kata insegnano ad uccidere), secondo l'esigenza del tempo quando non si parlava ancora di "Difesa Personale" ma di duello in campo di battaglia. I hyong sono i modelli regolati di tecniche che gli studenti praticano a tutti i livelli. L'apprendistato delle forme aumenta le capacità della comprensione e della memorizzazione. Le forme foggiano le tecniche fondamentali ed insegnano la strategia, le tattiche, la sincronizzazione e l'equilibrio. Se il Tangsudo è appreso come "arte per l'arte", le forme vengono facilmente imparate e, nella presentazione, assomigliano a un tipo di ballo. Mentre lo studente progredisce nella capacità, i hyong diventano più complicati fino a rappresentare la vera sfida. Le forme sono una parte dell'allenamento del Tangsudo che uno studente può praticare facilmente quasi dovunque.

### Il combattimento ("daeryeon")
Il combattimento d'allenamento dà l'opportunità di usare liberamente tutte le tecniche contro uno o più avversari. L'autocontrollo risulta essere di fondamentale importanza. Il momento corretto (timing), la posizione ed i metodi adeguati permettono di attraversare le difese. Anche se sono disponibili caschi imbottiti, guanti e stivali, la regola è di evitare il contatto.

#### Il combattimento di un passo ("hanbon-daeryeon")
Questo esercizio permette di praticare le tecniche di autodifesa contro un attacco diretto in modo controllato. L'obiettivo è di sviluppare le risposte automatiche ad una determinata situazione, permettendo d'imparare a valutare la distanza e la corretta sincronizzazione, due fattori cruciali in un vero combattimento. Questo dà anche la sicurezza di sé e controllo. È una pratica controllata, sicura, e senza contatto.

#### Il combattimento libero ("jayu-daeryeon")
Il combattimento libero lascia praticare le tecniche contro altri in un ambiente controllato. L'obiettivo è praticare la difesa in una situazione sconosciuta. Anche in questo caso la sicurezza è in primo piano. Nell'approccio tradizionale lo studente non ha bisogno di colpire un "sacco" per aumentare il potere dei propri colpi e per prepararsi al combattimento libero. Questo perché gli studenti praticano il "controllo", non il "contatto". Gli studenti fermano i loro colpi vicino al bersaglio, di modo che se in un vero combattimento decidessero di colpire il bersaglio, potrebbero farlo facilmente.
Secondo la teoria tradizionale, se lo studente effettua costantemente un contatto, sarà difficile controllare la propria tecnica quando ne avrà bisogno. Ma se pratica sempre il "controllo", può scegliere facilmente di colpire quando occorrerà. "Se lo studente effettua costantemente il contatto durante il combattimento libero, la sua mente diventerà selvaggia, ma se lo studente pratica il combattimento controllato, la sua mente diventerà più controllata". I due stati della mente possono estendersi così alla vita al di fuori dai corsi.
Poiché il contatto pieno è proibito, gli studenti non hanno bisogno di utilizzare protezioni particolarmente resistenti. L'utilizzo di guanti da pugilato e di protezioni per i piedi troppo spesse porta a colpire con forza maggiore. Così facendo, se indossano questo tipo di protezione quando colpiscono, non percepiscono la correttezza della loro tecnica. Onde evitare questo problema, i maestri tradizionali optano per imbottiture leggere alle mani e al dorso dei piedi, sufficienti ad impedire ferite in caso di contatto accidentale.
Nell'approccio moderno, il combattimento libero somiglia molto ad un combattimento di kickboxing: gli studenti usano guanti da pugilato, protezioni per i piedi e per la testa.
Se il combattimento libero è orientato verso la competizione o il combattimento "da strada", lo studente dovrebbe sforzarsi di migliorare la propria resistenza. Per questo motivo lo studente deve avere una buona conoscenza dei fondamentali e buone abilità nel combattimento "di un passo" e "di tre passi", che sviluppino la sua resistenza. Per ottenere ciò occorrono solitamente due o tre mesi d'allenamento per aumentare la resistenza.
La parte più importante è una respirazione adeguata. Lo studente deve respirare con tempi corretti quando colpisce o blocca. Se trattiene il respiro durante l'esecuzione di una tecnica, può continuare ad eseguirla, ma diventerà gradualmente più stanco col passare del tempo, fino a perdere la capacità di continuare. Invece, ogni volta che inspira ed espira correttamente, "estende" il tempo nel quale può continuare a combattere.

### L'allenamento di autodifesa ("hosinsul")
Questa attività insegna ad uno studente come difendersi contro prese, strette e blocchi. Insegna anche come trattare situazioni nelle quali è necessario difendersi senza causare danni permanenti all'attaccante e l'utilizzo dei "punti di pressione". Il jayu-daeryeon è perfetto per migliorare la capacità di autodifesa. Lo studente può combinare tutte le tecniche: calci, pugni, colpi al piede (spazzate), e capovolgimenti.

### "Spezzare le tavole" ("kyokpa")
"Spezzare le tavole di legno" è l'attività preferita da molti studenti e spettatori. Questa pratica mostra il livello tecnico degli studenti ed aiuta a capire quale effetto i loro colpi possono avere su un bersaglio. È spesso usata durante le prove promozionali e la sicurezza viene tenuta in primo piano. Questa attività insegna a mettere a fuoco il bersaglio e concentrarsi correttamente nell'esecuzione. Ciò aiuta gli studenti a "oltrepassare le barriere mentali" e migliora la fiducia personale.

## Stili Derivati

### American Tangsudo
Il Tangsudo americano è un'arte marziale ibrida formata nel 1966 da Chuck Norris che combinò l'arte marziale coreana del Tangsudo ( Moo Duk Kwan ) con gli stili giapponesi di Judo , Shito-ryu Karate e Shotokan Karate . Nel corso degli anni è stato ulteriormente sviluppato dalle sue ex cinture nere e dai loro studenti.

#### Storia
Il Tangsudo americano si è evoluto dal Tangsudo Moo Duk Kwan e combina elementi di diversi stili di combattimento. Tra il 1958 e il 1961 Chuck Norris era di stanza in Corea del Sud presso la base aerea di Osan, come membro della polizia militare dell'aeronautica degli Stati Uniti . Durante questo periodo si è allenato in vari stili di arti marziali sotto alcuni degli istruttori più rispettati al mondo. Questi istruttori includevano Tangsudo-Moo Duk Kwan con Shin Jae Chul e Judo sotto un istruttore chiamato "Mr. Ahn".
Al suo ritorno negli Stati Uniti come cintura nera di Tangsudo, Norris ha continuato la sua formazione nelle arti marziali con i maestri di Shotokan Karate Tsutomu Ohshima e Hidetaka Nishiyama , l'istruttore di Shitō-ryū Karate Fumio Demura , il fondatore americano di Kenpo Karate Ed Parker e l'esperto di Judo Gene LeBell . Cosa è risultato da questa formazione in quello che sarebbe diventato noto come American Tangsudo. Norris avrebbe continuato ad apportare modifiche alla sua arte aggiungendo tecniche dell'Hapkido che ha imparato attraverso la sua amicizia con Hapkido e il maestro di Tae Kwon Do Jun Chong a cui ha venduto una delle sue scuole all'inizio degli anni '70. Alla fine degli anni '70 Norris si allenò con il defunto AL Thomas nel sistema Budo jujutsu di Thomas. 

#### Tecniche
ATSD è uno stile duro di arti marziali che consiste in tecniche di blocco duro e tecniche di colpo duro con le mani. Questi colpi di mano possono essere impiegati in stile tradizionale con la mano aperta, o in stile americano con il pugno chiuso come nel pugilato. L'obiettivo dell'addestramento allo sciopero ATSD è essere in grado di inabilitare un attaccante con una moltitudine di colpi ai punti deboli del corpo umano.
- Pugno centrale
- Pugno inverso
- Pugno laterale
- Mano di cresta
- Mano di coltello
- Nocca posteriore
- Pugno inferiore
- Pugno a martello
- Tacco a palmo
- Montante
- Blocco basso
- Blocco alto
- Blocco a coltello
- Blocco esterno
- Parata di blocchi
- Blocchi incrociati
- Blocchi rinforzati
- Parata universale (parata interna/parata bassa)

ATSD si basa su tecniche per il 50% di pugni e per il 50% di calci, ma è più noto per i suoi calci. Ci sono dozzine di calci che possono essere impiegati da tutti gli angoli di attacco, che includono centinaia di varianti. I calci in salto in quest'arte si basano sulle tradizionali arti di calcio coreane e sono di natura molto acrobatica.
- Calcio frontale (in piedi/scivolata/passo)
- Calcio circolare (in piedi/in scivolata/rotante)
- Calcio laterale (in piedi/scivolata/rotante)
- Calcio all'indietro (in piedi/passo/rotazione)
- Calci in salto di baseModificare
- Spinning Round Kick
- Calcio laterale rotante in salto
- Calcio laterale in salto
- Spinning Back Kick
- Calcio a farfalla

### Chung Do Kwan
Il Chung Do Kwan , creato da Won Kuk Lee nel 1944, è una delle prime nove scuole o kwan che insegnano Tangsudo . Successivamente, la scuola iniziò a insegnare quello che divenne noto come taekwondo .  Questo stile di Tangsudo è noto per la sua potenza complessiva e l'enfasi sui calci alla testa.

#### Fondazione
Il nome Chung Do Kwan (靑濤館; "Blue Wave School") fu usato per la prima volta da Won Kuk Lee . Lee aveva studiato Taekkyon ad An Gup Dong (un quartiere di Seoul ), karate con Sensei Gichin Funakoshi a Okinawa e kung fu nei centri di Henan e Shanghai in Cina . Lee ha ottenuto il 4° dan nel karate Shotokan. Secondo Yong Taek Chung (uno studente di Lee) "è probabile che abbia praticato in segreto da adolescente perché ha detto a questo autore che quando ha iniziato ad allenarsi lui e i suoi primi insegnanti non si sarebbero scambiati i nomi a causa delle possibili conseguenze se qualcuno è stato preso». Chung Do Kwan era la seconda più antica delle scuole di arti marziali, o "kwan", istituite in seguito all'occupazione giapponese della Corea , fondata poco dopo il Song Moo Kwan.
Lee si è formato con Gichin Funakoshi Sensei alla Chuo University in Giappone . Lee ha anche viaggiato in Cina e Okinawa , studiando tecnica, storia e filosofia delle arti marziali. Secondo l'intervista di Won Kuk Lee, le principali differenze tra Tangsudo , Karate e Kung Fu in stile coreano erano nel modo in cui i punti di pressione venivano usati e attaccati.
Il sistema di cintura del Chung Do Kwan sotto Lee era il seguente: Bianco (8°-5° Guep), Rosso (4°-1° Guep) e Nero (dal 1º al 7º Dan). I test si svolgevano ogni sei mesi e gli studenti saltavano due livelli guep per test (dall'8° al 6° guep per esempio). La ragione di ciò era che molti coreani a quel tempo erano poveri e non potevano permettersi frequenti test.

#### Tecniche
A partire dai primi tempi, la tecnica e la filosofia del Chung Do Kwan erano incentrate sulla padronanza delle basi, sullo sviluppo di una tecnica potente, sulla precisione millimetrica nell'applicazione, sui calci forti e sul profondo apprezzamento per le buone maniere e l'etichetta. Le sue tecniche distintive sono il calcio laterale , il calcio laterale in salto e il calcio laterale in scivolata, sebbene pratichi anche molte altre tecniche, tutte in accordo con i principi del Chung Do Kwan. Fin dall'inizio, Lee Won Kuk voleva che i suoi studenti fossero uomini d'onore, ammetteva solo individui onesti come suoi studenti e li incoraggiava a vivere una vita onorevole come studenti di Chung Do Kwan. Tutto nel tentativo di ripristinare la buona reputazione un tempo detenuta dalle arti marziali coreane e prendere le distanze dall'idea che gli studenti di Taekwondo fossero piantagrane.
La filosofia Chung Do Kwan è che il Taekwondo è un metodo di autodifesa, auto-miglioramento e uno stile di vita.
Secondo Hae Man Park, vicepresidente di Chung Do Kwan (in pensione), oggi Chung Do Kwan è un club di amicizia sociale che sostiene al 100% il curriculum del sistema Kukkiwon. Park afferma che Kukkiwon Taekwondo è Chung Do Kwan Taekwondo, ed è stato sviluppato dai vecchi sistemi di Chung Do Kwan e degli altri otto Kwan.

### Jidokwan
Jidokwan è una delle nove scuole originali delle moderne arti marziali coreane che divenne Taekwondo e fu fondata in quella che oggi è la Corea del Sud alla fine della seconda guerra mondiale . Il suo nome si traduce come "Scuola di saggezza". Il Jidokwan in Corea esiste ancora oggi. Funziona come un ordine fraterno sociale. Jidokwan sostiene e sostiene il metodo Kukkiwon del Taekwondo e supporta il World Taekwondo (ex World Taekwondo Federation).

#### Storia
Le basi di quello che alla fine sarebbe diventato Jidokwan furono gettate dal GM CHUN Sang Sup, che fu uno dei primi coreani a riportare il karate giapponese nella sua terra natale.
Quando aveva diciassette anni, il GM Chun si trasferì in Giappone per frequentare il college all'Università Takushoku in Giappone, dove iniziò il karate Shotokan sotto Gichin Funakoshi Sensei, il fondatore di quel sistema e uno dei primi a portare il karate (originariamente una disciplina marziale di Okinawa) . arte ) in Giappone.
Al suo ritorno nella sua nativa Corea, GM Chun iniziò ad insegnare quest'arte di combattimento presso la scuola di Judo Chosun Yun Moo Kwan (朝鮮硏武館 拳法部), una delle poche scuole di arti marziali a cui le forze di occupazione giapponesi permisero di rimanere aperte durante il periodo della loro occupazione militare di quel paese.
A quel tempo, il GM Chun divenne molto amico di un altro praticante coreano delle arti di combattimento di Okinawa/giapponese, il GM Yoon Byung-In , che si diceva avesse anche lui studiato Ch'uan-fa  (un'altra parola per Kung-fu) . in Manciuria. GM Yoon alla fine divenne un karate Shudokan "Shihan" (Sabum o insegnante) sotto Kanken Tōyama Sensei mentre studiava in Giappone. Toyama Sensei era un collega e compagno di arti marziali di Funakoshi Sensei, anche se non considerava il karate che stava insegnando uno stile distinto che differiva nella forma o nella sostanza dal marchio generico del karate basato su Shuri (derivato dal distretto di Shuri in Okinawadove inizialmente si è evoluto) che Funakoshi Sensei aveva introdotto in Giappone e che alla fine fu chiamato Shotokan dai successori di Funakoshi Sensei.
GM Chun e GM Yoon hanno viaggiato molto insieme per allenarsi con altri artisti marziali in Manciuria (Cina settentrionale). Si sono allenati l'uno con l'altro così tanto da essere considerati fratelli. GM Yoon ha insegnato al Choson Yun Moo Kwan Kwon Bup Bu (권법무) di GM Chun per circa sei mesi prima di aprire il suo club, che ha chiamato YMCA Kwon Bop Bu . Il club YMCA di GM Yoon divenne in seguito il Chang Moo Kwan , fondato dai suoi studenti più anziani, tra cui il GM Lee Nam Suk.
Durante la guerra di Corea , tutte le scuole di arti marziali furono chiuse in Corea, inclusa la Chosun Yun Moo Kwan. Sia il GM Chun Sang-Sup che il GM Yoon Byung-In sono entrambi scomparsi durante il conflitto. Dopo la guerra, la scuola del programma Chosun Yun Moo Kwan Kwo Bup Bu (a volte " Yun Mu Kwan ") fu riavviata con nuovi insegnanti e un nuovo nome, Ji Do Kwan (o " Jidokwan "). Gli ex discepoli di Chun hanno votato il dottor Yun Kwae-byung , che aveva esperienza come direttore del Kanbukan   , come primo preside di Jidokwan.
Jidokwan fu successivamente assorbito nel nuovo sistema coreano unificato di Tae Kwon Do ( Taekwondo ), che si traduce come la Via del piede e del pugno, così che cessò di esistere come uno stile distinto di "karate" coreano. Tuttavia, Jidokwan esiste ancora oggi in Corea come ordine fraterno che sostiene il sistema di arti marziali Kukkiwon e sostiene il World Taekwondo . Ci sono ancora rami del vecchio stile Yun Moo Kwan praticati oggi, anche se in alcuni casi possono usare solo il vecchio nome "Yun Moo Kwan". [3] [4]Alcuni sono andati per la loro strada, con molti adottando formati e metodi simili al taekwondo, mentre altri si sono spinti più lontano (ad esempio, Nabi Su , uno stile ibrido moderno che affonda le sue radici nel vecchio stile " Yun Moo Kwan" sebbene sia difficilmente riconoscibile come una forma di karate tradizionale coreano oggi).